# Радослав Цежняк
Радослав Цежняк (пол. Radosław Cierzniak, нар. 24 квітня 1983, Шамоцін) — польський футболіст, воротар клубу «Легія».

## Клубна кар'єра
Вихованець клубу «Сокол» з рідного міста Шамоцін.
Розпочав грати у футбол в нижчолігових польських клубах МСП (Шамотули), «Любушанін», «Обра» (Косцян) та Спарта (Оборники)
Першим вищоліговим клубом гравця стала луцька «Волинь», з якою він уклав контракт 2002 року. У складі лучан, втім, не провів жодної офіційної гри і того ж року перейшов до львівських «Карпат». У цьому клубі також до основної команди не пробився, натомість провів 6 ігор у складі команди «Карпати-2» у Першій лізі.
Після цього Радослав знову грав у складі нижчолігових польських клубів «Стоміл» (Ольштин) та «Алюмініум» (Конін).
У вересні 2004 року перейшов в «Аміку» з міста Вронкі, що виступала в елітному польському дивізіоні. В основній команді дебютував у груповому матчі Кубка УЄФА проти французького «Осера» (5:1). Цежняк вийшов на поле на 37-й хвилині замість Аркадіуша Маляржа, а вже на 47-й хвилині був видалений. Всього провів у клубі два сезони, зігравши за цей час 36 матчів у чемпіонаті.
Влітку 2006 року перейшов у познанський «Лех». У команді провів всього 1 матч у Кубку Інтертото проти молдавського «Тирасполя» (1:3).
Взимку 2007 року перейшов в клуб «Корона»" з міста Кельців. У команді дебютував 28 квітня 2007 року в матчі проти «Одри» з міста Водзіслав-Шльонський (0:1), Цежняк пропустив гол від Якуба Гжегожевского.
У січні 2011 року підписав контракт на два з половиною роки з кіпрським клубом «Алкі». У місцевому елітному дивізіоні дебютував 23 січня 2011 року в матчі проти АЕКа (Ларнака). Всього до кінця року польський воротар зіграв у 21 матчі чемпіонату, в яких пропустив 31 м'яч.
У лютому 2012 року став був гравцем польської «Краковії», але вже влітку знову відправився закордон, стави гравцем шотландського «Данді Юнайтед». У шотландській прем'єр-лізі дебютував 5 серпня 2012 у матчі проти «Гіберніана» «3:0». Протягом трьох сезонів Цежняк був основним воротарем команди, зігравши 135 матчів в усіх турнірах і 33 рази зберігав свої ворота недоторканими.
У липні 2015 року Радослав повернувся в Польщу і підписав однорічний контракт з «Віслою» (Краків). У своїй новій команді воротар зіграв 21 матч чемпіонату, після чого 30 січня 2016 року підписав попередній контракт з «Легією», який мав ступити в дію з літа, після завершення угоди гравця з його попереднім клубом. В результаті цього краківський клуб відправив Цежняка в резервну команду. Побоюючись поведінки хуліганів ультрас, під час тренування з другою командою перебував під захистом поліції.
2 березня 2016 року на прохання Радослава Комітет Палати представників з вирішення спорів Польської футбольної асоціації вирішив, що рішення про перехід вступає в силу негайно і 7 березня 2016 воротар став гравцем «Легії». Відтоді не зіграв за команду з Варшави жодного матчу в національному чемпіонаті, програючи конкуренцію основному воротарю Аркадіушу Малажу.

## Виступи за збірну
У 2009 році провів одну офіційну гру у складі національної збірної Польщі — товариський матч проти збірної Литви. Цежняк розпочав матч в основі і на 26-й хвилині йому забив гол Арунас Клімавічюс, а на 46-й хвилині Радослав був замінений на Себастьяна Пшировського.
| Дата       | Місто | Господарі | Результат | Гості | Турнір           | Голи | Примітки |
| ---------- | ----- | --------- | --------- | ----- | ---------------- | ---- | -------- |
| 07/02/2009 | Хожув | Польща    | 1 – 1     | Литва | товариський матч | -    |          |
| Усього     |       | Матчів    | 1         |       | Голів            | 0    |          |

## Титули і досягнення
- Чемпіон Польщі (5):

«Легія»: 2015–16, 2016–17, 2017–18, 2019–20, 2020–21
- Володар Кубку Польщі (2):

«Легія»: 2015–16, 2017–18